# Добри Станчов
Добри Станчов е псевдоним на българския писател Детелин Станчев Станчев.

## Биография
Роден на 9 октомври 1974 г. в Каварна. Завършва СОУ „Стефан Караджа“ в родния си град и продължава образованието си в НБУ в София със специалност „Новогръцки език и мениджмънт“.
Творческата си дейност започва на около петнадесетгодишна възраст – първоначално като автор на текстове за собствената си рок група, а по-късно и в областта на поезията и прозата. Публикува под псевдонима Добри Станчов, както и под имената Дого Танкарт и Дидо Танкардов.

## Музика
Първата група, в която участва, носи името Distemper, а по-късно става част и от формацията Legendarya. Свири на бас китара и е автор на голяма част от текстовете на песните и в двете групи.

## Творчество

### Като Дидо Танкардов
„Зарганът“, изд. Екопрогрес, 2008 (риболовно помагало)

### Като Дого Танкарт
„Проклятието на Шибалба“, изд. Гаяна, 2016 (роман, 1-во изд.)
„Пъстри мисли на бели листи“, изд. Гаяна, 2018 (съждения и пословици)
„Закърнели сетива“, изд. Лемур, 2020 (разкази)
„Тържище за греховни души“, изд. Гаяна, 2021 (разкази, 1-во изд.)
„Библиотекарят от Ънст“, изд. Ерове, 2023 (разкази)
„Проклятието на Шибалба“, изд. Ерове, 2023 (роман, 2-ро изд.)
„Изгубените тайни“, изд. Ерове, 2023 (роман)

### Като Добри Станчов
„Белези от рая“, изд. Лемур, 2022 (роман)
„Клето злато“, изд. Лемур, 2023 (новела)
„Възкръснали друми“, изд. Лемур, 2025 (роман, т. 1)